# Ochthebius praetermissus
Ochthebius praetermissus är en skalbaggsart som beskrevs av Manfred A. Jäch 1991. Ochthebius praetermissus ingår i släktet Ochthebius och familjen vattenbrynsbaggar. Inga underarter finns listade i Catalogue of Life.